# Ženski reprodukcijski sistem
Ženski reprodukcijski sistem sestavljajo notranji in zunanji spolni organi, ki sodelujejo pri razmnoževanju z nastajanjem potomcev. Ženski reprodukcijski sistem je ob rojstvu nezrel in se v puberteti razvije do zrelosti, da lahko proizvaja zrele spolne celice in do konca donosi plod. Notranji spolni organi so maternica, dva jajcevoda in dva jajčnika. Maternica ali uterus sprejme zarodek, ki se razvije v plod. Nožnica in maternica proizvajata tudi vaginalne in maternične izločke, ki pomagajo pri prehodu sperme v jajcevode. Jajčnika proizvajata jajčne celice (jajčeca). Zunanje spolne organe imenujemo tudi spolovila ali genitalije, to pa so deli vulve, vključno s sramnimi ustnicami, ščegetavčkom (klitorisom) in vaginalno odprtino. Nožnica je na materničnem vratu povezana z maternico.
Jajčnika v določenih razmikih sproščata jajčeca, ki potujeta skozi jajcevod v maternico. Če se pri tem prehodu srečajo s semenom, lahko ena semenčica (ena celica) vstopi in se združi z jajčecem (ena celica) in ga oplodi v zigoto (ena celica).
Oploditev se običajno zgodi v jajcevodu in pomeni začetek embriogeneze. Nato se zigota razdeli na dovolj generacij celic, da nastane blastocista, ki se vsadi v steno maternice. S tem se začne obdobje nosečnosti in zarodek se bo naprej razvijal do polne donositve. Ko se plod razvije dovolj za preživetje zunaj maternice, se maternični vrat razširi in krčenje maternice novorojenčka požene skozi porodni kanal (nožnico).
Ustreznik pri moških je moški reprodukcijski sistem.

## Zunanji organi
Ženski zunanji reprodukcijski organi so sekundarni organi, ki so vidni od zunaj.
Vulvo sestavljajo vsi zunanji deli in tkiva in vključuje mons pubis, pudendalno režo, velike sramne ustnice, male sramne ustnice, Bartholinove žleze, klitoris in vaginalno odprtino.

## Notranji organi

### Nožnica
Nožnica je fibromuskularni (sestavljen iz vlaknastega in mišičnega tkiva) kanal, ki vodi od zunanje strani telesa do vratu maternice. V kontekstu nosečnosti se imenuje tudi porodni kanal. Nožnica med spolnim odnosom sprejme moški spolni ud, penis. Seme, ki vsebuje spermatozoide, se pri orgazmu ejakulira iz moškega v nožnico, kar lahko privede do oploditve jajčne celice.

### Maternični vrat
Maternični vrat je vrat maternice, spodnji, ozki del, kjer se ta spaja z zgornjim delom nožnice. Je valjaste ali stožčaste oblike in štrli skozi zgornjo sprednjo vaginalno steno. Vidne je približno pol njegove dolžine, preostanek leži nad nožnico zunaj pogleda. Nožnica ima zunaj debelo plast in je odprtina, v kateri se plod pojavi pri porodu.

### Maternica
Maternica ali uterus je glavni ženski reprodukcijski organ. Maternica zagotavlja mehansko zaščito, prehransko podporo in odstranjevanje odpadkov za razvijajoči se zarodek (od 1. do 8. tedna) in plod (od 9. tedna do poroda). Poleg tega so krčenja mišične stene maternice pomembna pri izrivanju ploda ob rojstvu.
Maternica vsebuje tri suspenzorne vezi, ki pomagajo stabilizirati položaj maternice in omejujejo njen obseg gibanja. Uterosakralne vezi preprečujejo, da bi se telo premaknilo navzdol in naprej. Okrogle vezi omejujejo gibanje maternice navzad. Kardinalne vezi preprečujejo tudi slabše gibanje maternice.
Maternica je mišičast organ v obliki hruške. Njegova glavna naloga je sprejeti oplojeno jajčno celico, ki se vsadi v endometrij, in se prehranjuje iz krvnih žil, ki se razvijejo izključno v ta namen. Oplojena jajčna celica postane zarodek, se razvije v plod in ostane v maternici do poroda. Če se jajčece ne vgradi v steno maternice, pri ženski nastopi menstruacija.

### Jajcevod
Jajcevoda sta dve cevi, ki vodita iz jajčnikov v maternico. Ob zrelosti jajčne celice se folikel in stena jajčnika pretrgata, tako da se jajčna celica sprosti in vstopi v jajcevod. Po njem potuje proti maternici, pri čemer jo potiskajo premiki migetalk na notranji steni jajcevoda. To potovanje traja nekaj ur ali dni. Če se jajčna celica v jajcevodu oplodi, se po prihodu v maternico vgnezdi v endometrij, kar imenujemo začetek nosečnosti. Jajcevodi so opeti z omigetalčenim visokoprizmatskim epitelijem.

### Jajčniki
Jajčnika sta majhna organa blizu stranskih sten medenične votline. Odgovorna sta za proizvodnjo jajčnih celic (jajčnih celic) in izločanje hormonov. Proces sprostitve jajčne celice (ovuma) se imenuje ovulacija. Hitrost pojava ovulacije je periodična in neposredno vpliva na dolžino menstruacijskega ciklusa.
Po ovulaciji jajcevod zajame jajčece in ga prenese do maternice, ob čemer ga občasno oplodi prihajajoča semenčica. Jajčece med oploditvijo sprosti nekatere molekule, ki so pomembne za usmerjanje semenčice, in omogoči, da se površina jajčeca pritrdi na površino semenčice. Nato lahko absorbira semenčico in začne se oploditev. Jajčeca so obložena z majhnimi dlačicami (migetalkami), ki jim pomagajo potovati.

## Fiziologija
Reprodukcijski trakt (ali genitalni trakt) je svetlina, ki se začne kot enojna pot skozi nožnico in se v maternici razdeli v dve svetlini, ki potekata skozi jajcevoda in se končata pri distalnih ostijih, odpirajočih se v trebušno votlino.
Če ne pride do oploditve, bo jajčece sčasoma prešlo celoten reproduktivni trakt od jajcevoda do nožnice in iz nje izstopilo z menstruacijo.
Reprodukcijski trakt se uporablja pri različnih transluminalnih postopkih, kot so oploditev, intrauterina oploditev in transluminalna sterilizacija.

## Razvoj
Genetski spol ploda ob spočetju določajo kromosomske značilnosti. Natančneje gre pri tem za 23. par kromosomov, ki se podeduje. Ker materino jajčece vsebuje kromosom X, očetova sperma pa kromosom X ali Y, določi spol ploda moški. Če plod po očetu podeduje kromosom X, bo plod ženskega spola. V tem primeru testosteron ne nastaja in Wolffov kanal obliterira, zato se bo v ženske spolne kanale razvil Müllerjev kanal. Ščegetavček je ostanek Wolffovega kanala. Če pa plod po očetu podeduje kromosom Y, bo plod moški. Prisotnost testosterona bo spodbudila razvoj Wolffovega kanala v moške spolne organe, Müllerjev kanal pa bo obliteriral.

## Klinični pomen

### Vaginitis
Vaginitis je vnetje nožnice in je v veliki meri posledica okužbe. Je najpogostejše predstavljeno ginekološko stanje.  Težko je določiti katerega koli organizma, ki je najbolj odgovoren za vaginitis, ker se razlikuje glede na starost, spolno aktivnost in način mikrobne identifikacije. Vaginitisa ne povzroči nujno spolno prenosljiva okužba, saj obstaja veliko nalezljivih povzročiteljev, ki izkoriščajo bližino sluznic in izločkov. Običajno se diagnosticira na podlagi prisotnosti izcedka iz nožnice, ki ima lahko določeno barvo, vonj ali kakovost.

### Bakterijska vaginoza
To je okužba nožnice, ki za razliko od vaginitisa poteka brez vnetja. Bakterijska vaginoza je polimikrobna, prisotne so številne vrste bakterij. Diagnozo bakterijske vaginoze postavimo, če so prisotna tri od naslednjih štirih meril: (1) tanek homogeni izcedek, (2) pH 4,5 v nožnici, (3) epitelijske celice v nožnici z bakterijami, pritrjenimi nanje, ali (4) vonj po ribah. Povezana je z večjim tveganjem za druge okužbe genitalnega trakta, npr. endometritis.

### Glivična okužba
To je pogost vzrok za razdraženo nožnico in po podatkih centrov za nadzor in preprečevanje bolezni jo vsaj enkrat v življenju preboli vsaj 75 % odraslih žensk. Glivične okužbe povzroča čezmerno razraščanje glivic v nožnici, imenovanih Candida. Glivične okužbe običajno nastanejo zaradi neravnovesja pH v nožnici, ki je običajno kisel. Vzrok so lahko tudi drugi dejavniki, kot so nosečnost, sladkorna bolezen, oslabljen imunski sistem, tesno prilegajoča se oblačila ali prhanje. Simptomi glivičnih okužb vključujejo srbenje, pekoč občutek, draženje in bel skutni izcedek iz nožnice. Ženske so poročale rudi, da imajo tudi boleče spolne odnose in uriniranje. Če vzamemo vzorec vaginalnih izločkov in jih postavimo pod mikroskop za dokazovanje kvasovk, lahko diagnosticiramo okužbo s kvasom. Zdravljenje je različno od krem, ki jih lahko nanesemo na nožnico ali okoli nje, do peroralnih tablet, ki ustavijo rast gliv.

### Pohabljanje spolovil
V različnih kulturah na različne načine pohabljajo spolovila. Najpogostejši vrsti pohabljanja spolovil sta klitoridektomija – obrezan klitoris – in izrez kože prepucija okrog klitorisa. Povzročijo lahko različne škodljive posledice za zdravje, kot so krvavitev, nepopravljiva okvara tkiva in sepsa, ki je včasih smrtna.

### Kirurgija spolovil
Genitoplastika pomeni operacije, ki se opravljajo za popravilo poškodovanih spolnih organov, še posebej po prebolelem raku in zdravljenju raka. Na voljo so tudi elektivni kirurški postopki, ki spremenijo videz zunanjih spolovil.

## Reprodukcijske pravice
Mednarodna zveza za ginekologijo in porodništvo je bila ustanovljena leta 1954 za promoviranje dobrobiti žensk, zlasti z vidika doseganja boljših standardov ginekološke prakse in oskrbe. Leta 2010 je bilo vanjo vključenih 124 držav.
Reprodukcijske pravice so pravne pravice, povezane z reprodukcijo in reprodukcijskim zdravjem. Ženske imajo pravico nadzorovati vidike svoje spolnosti, vključno s svojim spolnim in reproduktivnim zdravjem. Kršenje teh pravic vključuje prisilno nosečnost, prisilno sterilizacijo, prisilni splav in pohabljanje spolovil. Pohabljanje spolovil pri ženskah pomeni popolno ali delno odstranitev zunanjih spolovil.

## Zgodovina
Po hipokratskih zapisih prispevajo seme za spočetje moški in ženske; sicer otroci ne bi bili podobni obema staršema ali enemu od staršev. Štiristo let pozneje je Galen kot vir »ženskega semena« opisal jajčnike.